# Узеллус
Узеллус (італ. Usellus, сард. Useddus) — муніципалітет в Італії, у регіоні Сардинія,  провінція Ористано.
Узеллус розташований на відстані близько 390 км на південний захід від Рима, 70 км на північ від Кальярі, 26 км на південний схід від Ористано.
Населення — 805 осіб (2014).

## Демографія
Населення за роками:

Станом на 1 січня 2023 року в муніципалітеті офіційно проживало 9 іноземців з 4 країн, серед них 7 громадян країн Євросоюзу та 1 громадянин України.

## Сусідні муніципалітети
- Альбаджара
- Алес
- Гоннозно
- Могорелла
- Вілла-Верде
- Віллаурбана